# Pietro Auletta
Pietro Auletta (Avellino, c. 1698 - Nàpols, setembre de 1771) fou un compositor italià.
Una vegada a Nàpols, va estudiar música al conservatori di Sant'Onofrio a Porta Capuana sota l'ensenyament de A. Amendola i Nicola Porpora i el 1724 va ser nomenat mestre de capella de l'església de Santa Maria la Nova. El 1725 va escriure la seva primera òpera buffa, Il trionfo dell'amore ovvero Le nozze tra amici, i els anys següents van veure els resultats del seu nou treball: el 1726 La Carlotta, la seva segona òpera còmica, i el 1728 L'Ezio, la seva primera òpera seriosa, que es va presentar a Roma. Per al Carnaval de 1737 va estrenar la comèdia L'Orazio, amb gran èxit, tant és així que durant molts anys després encara es representava sovint com un pasticcio. Una d'elles fou el 1750 al teatre de la Santa Creu de Barcelona amb el títol Il maestro di musica, amb noves àries seves i d'altres autors com Pergolesi o Terradelles.
Des de 1740 la seva producció operística va patir un fort descens fins a 1748, quan va donar la seva última òpera.
Pietro Auletta es va casar amb Anna Biancone amb qui va tenir una família nombrosa. Un fill, Domenico, va seguir els seus passos com organista i compositor de música d'església.

## Obres

### Òperes
- Il trionfo dell'amore ovvero Le nozze tra amici (opera comica, llibret de Carlo de Palma, 1725, Nàpols)
- La Carlotta (opera comica, llibret de Bernardo Saddumene, 1726, Nàpols)
- Ezio (opera eroica, llibret de Pietro Metastasio, 1728, Roma)
- Orazio (commedia per musica, llibret d'Antonio Palomba, 1737, Nàpols; representada amb el títol Il maestro di musica a París el 1725, com L'impressario a Verona el 1748, com L'impresario a Torí el 1748, com Impresario abbandonato a Mònaco el 1749 i com El maestro de capilla a Barcelona el 1750)
- Il Marchese Sgrana (dramma per musica, llibret d'Antonio Palomba, 1738, Nàpols)
- Demetrio (llibret de Pietro Metastasio, 1738)
- La locandiera (scherzo comico per musica, llibret de Gennaro Antonio Federico, 1738, Nàpols)
- Don Chichibio (opera comica, 1739, Nàpols)
- L'amor costante (commedia per musica, llibret d'Antonio Palomba, 1739, Nàpols)
- Intermezzo per il matrimonio dell'Infante Felipe (1739, Madrid)
- L'impostore (commedia per musica, llibret de Carlo Fabozzi, 1740, Nàpols)
- Il conte immaginario (intermezzo, 1740, Venècia)
- Caio Fabricio (dramma per musica, llibret de Apostolo Zeno, 1742, Torí)
- Il Marchese di Spartivento ovvero Il cabalista ne sa men del caso (farsetta, 1747, Roma)
- Il maestro di cappella (1750, Barcelona)
- Didone abbandonata (dramma per musica, llibret de Pietro Metastasio, 1759, Florència)
- Conte Schizza (intermezzo per musica)
- Zenobia

### Música sacra
- Il martirio di Santa Ferma Vergine (oratori, 1722, Civitavecchia)
- Oratorio sacro (1745, Nàpols)
- Ave maris stella per 5 veus, corda i orgue
- Christus factus est per 4 veus, oboè, 2 violins, viola i baix continu
- De profundis per soprano, 2 violins i baix continu
- Duetto per 2 veus, 2 violins, 2 oboès, 2 trompes i baix continu
- Salve regina per 3 veus i orgue
- De profundis per soprano i orquestra
- Omnes gentes (motet per soprano, corda i orgue)

### Altres obres
- Simfonia per a 2 oboès, 2 trompes, 2 violins i viola
- Sulla nascente erbetta (cantata, 1718)